# ینگی اریق
ینگی اریق (به ازبکی: Yangiariq) یک منطقهٔ مسکونی در ازبکستان است که در شهرستان ینگی اریق واقع شده‌است. ینگی اریق ۸٬۸۲۴ نفر جمعیت دارد.